# Dirk Verbeuren
Dirk Verbeuren (* 8. ledna 1975, Antverpy) je belgický hudebník, nejznámější jako bubeník švédské melodic deathmetalové kapely Soilwork, se kterou nahrál pět studiových a jedno živé album a účastnil se řady turné po celém světě v letech 2004–2016. V roce 2016 ze skupiny odešel a stal se členem americké thrashmetalové skupiny Megadeth.

## Kariéra
Verbeuren je na metalové scéně znám zejména díky svým studiovým nahrávkám, živým vystoupením a nahráváním s Devin Townsend Project, kytaristou Fredrikem Thordendalem ze skupiny Meshuggah, se Satyriconem, Scarve a dalšími.
V roce 2011 založil grindcorovou kapelu Bent Sea, ve které hraje baskytarista skupiny Napalm Death, Shane Embury, a zpěvák Sven de Caluwe ze skupiny Aborted.
V červenci 2016 bylo oznámeno, že Verbeuren je nový bubeník kapely Megadeth, se kterou byl na turné již od května jakožto záskok za Chrise Adlera.

## Osobní život
Se svou manželkou, profesionální fotografkou Hannah Verbeuren, žije v Kalifornii v USA. Je veganem.

## Vliv
Verbeurer uvádí, že největší vliv na jeho začátky měli Dave Lombardo a Mick Harris. Mezi další patří např. Gavin Harrison, Sean Reinert, Gene Hoglan a Tomas Haake. Je také fanouškem hip-hopu; jako své oblíbené kapely z období puberty uvedl The Beastie Boys, Run-D.M.C. a Public Enemy.

## Vybavení
Dirk používá bicí a paličky značky Tama, činely Meinl a blány Evans.

## Kapely a spolupráce

### Současné
- Megadeth
- Bent Sea
- Scarve
- Phaze I

### Dřívější
- Soilwork
- Phazm
- Mortuary
- Yyrkoon

### Spolupráce
- Aborted
- Anatomy of I
- As I Destruct
- Colosso
- Jeff Loomis (Arch Enemy, Nevermore)
- Malevolence
- Naglfar
- The Devin Townsend Project
- One-Way Mirror
- Geoda[13]
- Warrel Dane (Nevermore, Sanctuary)
- Powermad
- The Project Hate MCMXCIX
- Pulse of Nebulae
- Satyricon (live session drums, January 2014)[14]
- Sybreed[15]
- Abyssal Vortex
- Freya
- Darkride

## Diskografie
Scarve
- Six Tears of Sorrow (1996)
- Translucence (2000)
- Luminiferous (2002)
- Irradiant (2004)
- The Undercurrent (2007)

Aborted
- Goremageddon: The Saw and the Carnage Done (2003)
- The Haematobic EP (EP) (2004)
- Coronary Reconstruction (2010)

Soilwork
- Stabbing the Drama (2005)
- Sworn to a Great Divide (2007)
- The Panic Broadcast (2010)
- The Living Infinite (2013)
- Beyond the Infinite (EP) (2014)
- The Ride Majestic (2015)

Sybreed
- Antares (2007)

Warrel Dane
- Praises to the War Machine (2008)

One-Way Mirror
- One-Way Mirror (2008)

Bent Sea
- Noistalgia (2011)
- Double Penetration (2013)
- Animalist (2014)
- Ascend (2016)

Devin Townsend Project
- Deconstruction (2011)

Naglfar
- Téras (2012)

Jeff Loomis
- Plains of Oblivion (2012)

The Project Hate MCMXCIX
- There Is No Earth I Will Leave Unscorched (2014)

Powermad
- Infinite (2015)

Freya
- Grim (2016)

Danzig
- Black Laden Crown (2017)

As I Destruct
- From Fear To Oblivion (2018)

Geoda
- Here And Now (2019)

Darkride
- Weight Of The World (2019)

Hassan Iqbal
- Of the Sky (2020)

Megadeth
- The Sick, the Dying... and The Dead! (2022)